# 유태목
유태목(1957년 4월 30일 ~ )은 대한민국의 전직 축구 선수이다. 현역 시절 포지션은 수비수였다.

## 선수 경력
1983년 대우 로얄즈에 입단하면서 선수 생활을 시작했다. 1983년 9월 22일 할렐루야 독수리와의 경기에서 후반 1분 페널티킥으로 데뷔골을 기록했다. 이 골은 K리그 통산 100번째 골이었다. 1984년 3월 31일 한일은행 축구단과의 K리그 1984 개막전 경기에서 2골을 기록하면서 팀의 2-0 승리를 이끌었다.
1986시즌을 앞두고 현대 호랑이에 입단했다.

## 은퇴 후
은퇴 이후인 1990년 수도공업고등학교의 감독으로 부임했다.
2002년 성남 일화 천마의 2군팀 코치로 부임했다.
2011년에는 성남시 축구협회장에 취임했다.